# Rolls-Royce plc
Rolls-Royce plc is de op een na grootste bouwer van vliegtuigmotoren ter wereld, na General Electric Aviation. Het bedrijf is verder actief in de defensie-, scheepsmotoren- en energie-industrie.

## Activiteiten
In 2024 behaalde Rolls-Royce een omzet van bijna £ 19 miljard. De drie grootste afzetmarkten waren de Verenigde Staten (omzetaandeel: 29%), het Verenigd Koninkrijk (14%) en de Volksrepubliek China (7%). Aan het einde van dat jaar was de orderportefeuille £ 82 miljard, waarvan driekwart gerelateerd aan vliegtuigmotoren. Het bedrijf telde in dat jaar gemiddeld zo'n 42.400 medewerkers.
Het bedrijf bestaat uit verschillende divisies, hieronder gerangschikt volgens hun bijdrage aan de groepsomzet in 2024.
- 51%; civiele vliegtuigmotoren, waarvan ongeveer 40% gerealiseerd wordt met de verkoop van nieuwe motoren.
- 25%; defensie
- 24%; energie, waaronder kleine kernreactoren

De vliegtuigmotorentak legt zich voornamelijk toe op motoren voor grote vliegtuigen en is, zoals vermeld, de tweede grootste ter wereld. In 2024 waren er 13.800 motoren in gebruik en werden er 278 afgeleverd. De defensietak is de 18de-grootste ter wereld. Ook de scheepsmotorendivisie is een van de grootste in haar sector. Deze divisie maakt naast scheepsmotoren ook nucleaire aandrijvingen voor onderzeeboten. Rolls-Royce plc bestaat verder uit volgende divisies:
- Rolls-Royce Deutschland (voormalig BMW Rolls-Royce)
- Rolls-Royce Marine Power Operations Ltd (voormalige joint venture met Vickers en Foster Wheeler)
- Rolls-Royce North America
  - Rolls-Royce Corporation (voormalig Allison Engine Company)
  - Rolls-Royce Energy Systems Inc (voormalig Tognum, Bergen Engines A/S en MTU Friedrichshafen)
  - Rolls-Royce Engine Services
  - Rolls-Royce Gear Systems Inc
  - Rolls-Royce Power Ventures
- Rolls-Royce Turbomeca (joint venture met het Franse Turbomeca)

Op 31 december 2024 stonden er 8,5 miljoen gewone aandelen uit, 22,5 miljoen C-aandelen en 1 gouden aandeel. De C-aandelen hebben een beperkt stemrecht, maar hebben een dividend preferentie. De gewone aandelen vertegenwoordigen één stem per aandeel. Het gouden aandeel is in handen van de Britse regering, en heeft speciale rechten met betrekking tot buitenlandse aandeelhouders, de verkoop van bedrijfsonderdelen en de nationaliteit van de bestuurders van Rolls-Royce.

## Geschiedenis
In 1884 begon Henry Royce met zijn bedrijf en twintig jaar later produceerde hij zijn eerste auto. Voor de verkoop had hij een contract afgesloten met Charles Rolls, Rolls mocht als enige de auto's verkopen en besloten werd de merknaam Rolls-Royce te gebruiken. Door het succes werd in 1906 Rolls-Royce Limited opgericht. Vlak voor het uitbreken van de Eerste Wereldoorlog werd de eerste vliegtuigmotor gemaakt, de Eagle. In de jaren twintig volgde de R-serie, mede gemaakt voor de Schneider Trophy, en in 1931 behaalde een vliegtuig, uitgerust met een Rolls-Royce motor, een snelheidsrecord. De kennis en ervaring opgedaan met deze motor vormde de basis voor de Rolls-Royce Merlin motor. De Merlin werd breed ingezet in de Hawker Hurricane en de Supermarine Spitfire. In 1944 vloog de eerste Gloster Meteor met twee Rolls-Royce Derwent 8 turbojets. In 1953 werd de eerste motor voor een passagierstoestel geleverd.
In 1966 nam Rolls-Royce de andere Engelse vliegtuigmotorbouwer over, Bristol Siddeley. Vijf jaar later raakte het bedrijf in financiële problemen. De nieuwe RB211 motor had veel technische problemen en om deze op te lossen was hulp van de overheid noodzakelijk, het bedrijf werd in 1971 genationaliseerd. Twee jaar later werd de autodivisie afgesplitst als Rolls-Royce Motors. De vliegtuigmotorentak ging alleen verder en werd in 1987 wederom geprivatiseerd. Vanaf dat moment heet het bedrijf Rolls-Royce plc.
In 1988 nam het net geprivatiseerde Rolls-Royce plc North Eastern Industries (NEI) over. Dat was een groep bedrijven die voornamelijk in de energiesector actief waren. Onder Rolls-Royce was het bedrijf Rolls Royce Industrial Power Group genaamd. Gedurende de jaren negentig werd alles stukje bij beetje weer afgestoten. Rolls-Royce wilde zich weer op zijn kernactiviteiten concentreren na de recessie begin dat decennium.
In 1990 richtte Rolls-Royce samen met de Duitse autoconstructeur BMW de joint venture BMW Rolls-Royce op voor de productie van de BR700-vliegtuigmotorenlijn. In 2000 werd deze joint venture een 100% onderdeel van Rolls-Royce en staat nog bekend als Rolls-Royce Deutschland. In 1995 volgde de overname van het Amerikaanse Allison Engine Company, waarmee Rolls-Royce ook motoren ging maken voor lichte helikopters. Allison behaalde in 1994 een omzet van ruim US$ 600 miljoen.

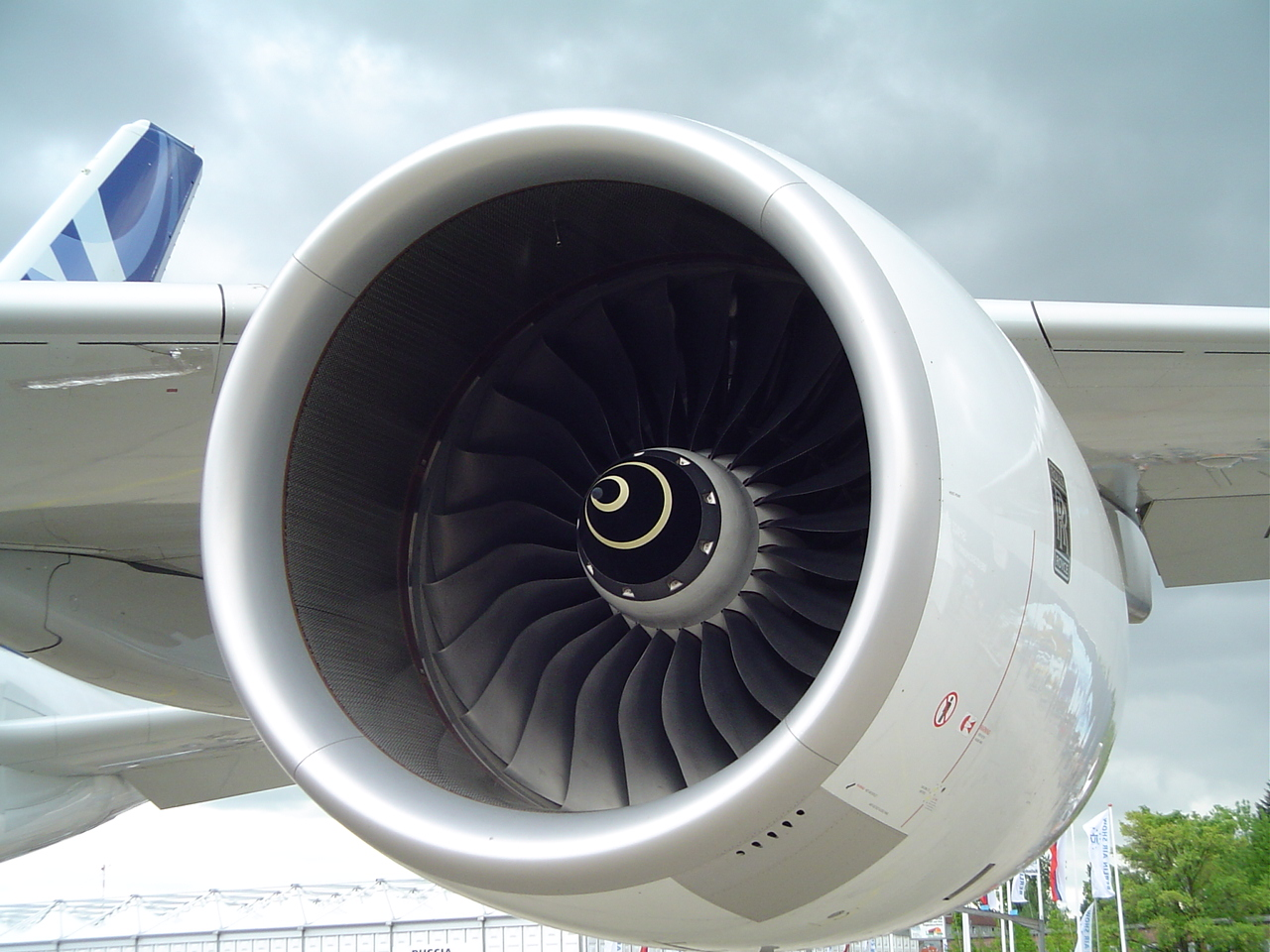
Trent 900 op het prototype van de Airbus A380.

In 1996 tekende het bedrijf een intentieverklaring met vliegtuigbouwer Airbus waarbij de Rolls-Royce Trent 900 de voorkeurmotor werd voor de Airbus A380.
In 1999 werd Vickers overgenomen voor diens scheepsactiviteiten. Vickers, dat zelf een jaar eerder nog Rolls-Royce Motors had verkocht, bestond verder nog uit een defensiedivisie die in 2002 werd verkocht aan Alvis, dat aldus als Alvis Vickers de grootste pantserwagenbouwer van het Verenigd Koninkrijk werd.
In 2004 selecteerde vliegtuigbouwer Boeing Rolls-Royce plc als een van de twee motorleveranciers voor de nieuwe Boeing 787. Rolls-Royce met haar Trent 1000-reeks en de ander was General Electric met diens GEnx.
In 2005 had Rolls-Royce plc een uitgebreid klantenbestand met onder meer 600 luchtvaartmaatschappijen, 4000 bedrijven met privé vliegtuigen en helikopters, 160 legers, 2000 scheepsbedrijven en 70 zeemachten. Het bedrijf telde 36.000 werknemers in 50 landen, en boekte in 2005 een omzet van £ 6,6 miljard (€ 9,7 miljard). Het orderboek was voor zo'n £ 25 miljard (€ 37 miljard) gevuld.
In 2014 was Rolls-Royce in gesprek om het Finse beursgenoteerde Wärtsilä over te nemen. Rolls-Royce kampte met teruglopende orders in de defensietak en wilde met de overname deze teruggang compenseren. Wärtsilä produceerde net als Rolls-Royce scheepmotoren en turbines voor elektriciteitscentrales. De gesprekken zijn afgebroken zonder resultaat.
Later in het jaar nam Rolls-Royce het 50% aandelenbelang van Daimler in de Duitse joint venture Rolls-Royce Power Systems over voor zo’n £ 1,9 miljard. Dit bedrijfsonderdeel bouwde dieselmotoren voor de scheepvaart en de energiesector en telde zo’n 11.000 medewerkers. Het stond voorheen bekend als Tognum. In 2011 hield Daimler een belang van 28% in Tognum, maar er was de dreiging van een overname. Samen met Rolls-Royce blokkeerde Daimler deze overname door Tognum in 2011 te kopen. Als onderdeel van deze transactie bracht Rolls-Royce de Bergen-motorenfabriek in.
In april 2015 kreeg Rolls-Royce de grootste order ooit. Emirates Airline bestelde motoren voor 50 A380-vliegtuigen ter waarde van £ 6 miljard.
In 2015 begon Rolls-Rocye met de ontwikkeling van een kleine modulaire reactoren (Engels: small modular reactor, afgekort SMR). Sinds de jaren vijftig is het bedrijf actief betrokken bij de bouw van centrales voor kernonderzeeboten, de SMR is hiervan een afgeleide maar dan voor civiele toepassingen. Het bedrijf kreeg hiervoor financiële steun van de Britse regering om dit te realiseren. Een Rolls-Royce SMR krijgt een opgesteld vermogen van 470 MW, ongeveer equivalent aan 150 grote windturbines, maar veel kleiner dan een standaard kerncentrale.
In 2016 leed Rolls-Royce een miljardenverlies. Door de Brexit was het pond sterling sterk in waarde gedaald en dit resulteerde in een verliespost van ongeveer £ 4 miljard voor het bedrijf. Verder werd zo'n £ 700 miljoen gereserveerd voor corruptie- en omkoopschandalen waarbij het was betrokken.
In 2018 leed Rolls-Royce wederom een miljardenverlies. De oorzaken lagen ditmaal bij technische problemen met de Trent 1000 vliegtuigmotoren, Airbus besloot de productie van de Airbus A380 te staken hetgeen leidde tot een afboeking met betrekking tot de Trent 900 motor en een afboeking op afgesloten valutacontracten. Het verlies kwam uit op £ 2,2 miljard voor het bedrijf, maar als alle bijzondere posten worden verwijderd dan resteerde een winst van £ 0,3 miljard.
In mei 2020 maakte het bedrijf bekend dat er minstens 9000 banen gaan verdwijnen als een gevolg van de coronapandemie. De luchtvaartsector kampt met veel minder passagiers waardoor de vraag naar nieuwe toestellen van Airbus en Boeing sterk is gedaald. Het is een onderdeel van een plan om de jaarlijkse kosten met £ 1,3 miljard te verlagen, hier staan eenmalige herstructureringskosten tegenover van £ 800 miljoen. In september 2021 bereikte Rolls-Royce overeenstemming om het Spaanse bedrijf ITP Aero te verkopen voor £ 1,5 miljard, met de verkoopopbrengst wil het bedrijf de financiële positie versterken na de coronapandemie. Een consortium onder leiding van Bain Capital nam ITP Aero over in september 2022. ITP Aero had een omzet van € 735 miljoen in 2020.
In juni 2025 werd Rolls-Royce geselecteerd voor de bouw van drie kleine modulaire kernreactoren (SMR) in het Verenigd Koninkrijk. Met dit besluit kan Rolls-Royce rekenen op financiële steun voor dit project.